# اورانوو
اورانوو (انگلیسی: Uranovo) یک شهرک در شهرستان بوزدیاکسکی باشقیرستان کشور روسیه است.